# Maingau Energie
Die Maingau Energie (Eigenschreibweise MAINGAU Energie) ist ein deutsches Energieversorgungsunternehmen mit Sitz in Obertshausen im Rhein-Main-Gebiet, das bundesweit tätig ist.
Das Unternehmen ging 2002 aus dem 1907 gegründeten Gasversorgungsverband Obertshausen hervor. Es entwickelte sich vom regionalen Gasversorger zum bundesweiten Anbieter von Strom und Gas. Die Anzahl der Kundenbeziehungen europaweit betrug 2023 rund 625.000.

## Struktur
Die Maingau Energie ist als bundesweiter Energieversorger ein Unternehmen mit mehrheitlich kommunalen (zusammen 53,41 %) und privatwirtschaftlichen Partnern (46,59 %). Die Gesellschafteranteile setzen sich wie folgt zusammen:
| Stadt Obertshausen           | 15,59 % |
| Stadtwerke Dietzenbach       | 15,00 % |
| Stadt Heusenstamm            | 11,91 % |
| Stadtwerke Rodgau            | 08,28 % |
| Stadt Mühlheim               | 02,63 % |
| rhenag Rheinische Energie AG | 26,12 % |
| Süwag Energie AG             | 20,47 % |

## Gasnetzbetreiber
Die Maingau Energie GmbH - Netz ist der Netzbetreiber der Gasversorgungsnetze in den Städten Dietzenbach, Heusenstamm, Obertshausen, Rodgau und im Stadtteil Lämmerspiel der Stadt Mühlheim am Main.
Die Maingau Energie ist gemäß Energiewirtschaftsgesetz entbündelt.

## Grundversorger
Die Maingau Energie ist im oben genannten Netzgebiet Grundversorger für die Erdgasversorgung.

## Stromkennzeichnung
Nach § 42 EnWG zur Stromkennzeichnung sind alle Energieversorgungsunternehmen in Deutschland verpflichtet, die Herkunft ihres Stroms zu veröffentlichen. Die Maingau Energie bietet Stromtarife und Ökostromtarife an. Der aktuelle (2020) Strommix der Maingau Energie sieht wie folgt aus:
|                                                       | Gesamtenergieträgermix | Produktmix Stromtarife | Produktmix Ökostromtarife | Energieträger Bundesmix |
| ----------------------------------------------------- | ---------------------- | ---------------------- | ------------------------- | ----------------------- |
| Erneuerbare Energien, gefördert nach dem EEG          | -                      | 65,00 %                | 65,00 %                   | 44,90 %                 |
| Sonstige Erneuerbare Energien mit Herkunftsnachweisen | 40 %                   | 0,60 %                 | 35,00 %                   | 4,10 %                  |
| Kernenergie                                           | 20,80 %                | 12,10 %                | -                         | 12,40 %                 |
| Kohle                                                 | 30,40 %                | 17,60 %                | -                         | 24,00 %                 |
| Erdgas                                                | 7,60 %                 | 4,40 %                 | -                         | 13,30 %                 |
| Sonstige fossile Energieträger                        | 1,10 %                 | 0,60 %                 | -                         | 1,30 %                  |
| CO2-Emission                                          | 346 g/kWh              | 201 g/kWh              | 0 g/kWh                   | 492 g/kWh               |
| Radioaktiver Abfall                                   | 0,0006 g/kWh           | 0,0003 g/kWh           | 0 g/kWh                   | 0,0003 g/kWh            |

## Stromnetzbetreiber
Das Gemeinschaftsunternehmen Mainnetz entstand 2019 unter Beteiligung von Maingau Energie und der Energieversorgung Offenbach (EVO). Es ist Betreiber der Stromnetze der Versorgungsgebiete Heusenstamm, Obertshausen und Hainburg im Kreis Offenbach am Main. Mainnetz stellt ihre Netze Lieferanten zur Belieferung von Kunden in ihren Versorgungsgebieten zur Verfügung.

## Geschichte

### Gasversorgungsverband Obertshausen 1907–2002
Die Gründung des Gasversorgungsverbands Obertshausen (GVVO) durch die Gemeinden Obertshausen, Hausen, Lämmerspiel und Heusenstamm erfolgte 1907. Nach der Aufnahme von Dietzenbach in den Verband wurde ein Gaswerk in eigener Regie errichtet und ein Jahr später in Betrieb genommen. 1909 wurden die Gemeinden Weiskirchen und Hainhausen in den GVVO aufgenommen. 1922 wurde der Eigenerzeugung durch Kohlevergasung eingestellt und der Bezug von Stadtgas erfolgte nun durch die Stadtwerke Offenbach. 1929 stellten die Stadtwerke Offenbach die Eigenerzeugung von Gas ein, das Gas wurde nun von der Main-Gaswerke Frankfurt über die Stadtwerke Offenbach bezogen. Die Gasversorgung war nach dem Zweiten Weltkrieg vollständig zusammengebrochen. Nach 1945 wurde sie rapide ausgebaut.
Die Gemeinde Jügesheim tritt 1962 zum GVVO bei. 1970 erfolgt die Umstellung der Versorgung auf Erdgas.

### Maingau ab 2002
Die Umgründung des GVVO in Maingau Energie und Beteiligung von rhenag als strategischer Partner erfolgte 2002. Die Aufnahme des Stromvertriebes in der Region Rhein Main begann 2007. Erweiterung des Gasvertriebes auf das Bundesland Hessen mit anschließender Ausdehnung auf das gesamte Bundesgebiet folgte 2008. Die Ausweitung des Stromvertriebs auf das gesamte Bundesgebiet 2011. 2014 erfolgte die Übernahme der Gaskonzession in Rodgau-Süd. Die Übernahme der Stromkonzessionen in Obertshausen, Heusenstamm und Hainburg 2015. 2016 begann die Vermarktung von Strom und Gas in Österreich.
| Umsatzentwicklung von 2005 bis 2021                                            | Umsatzentwicklung von 2005 bis 2021 | Umsatzentwicklung von 2005 bis 2021 | Umsatzentwicklung von 2005 bis 2021 | Umsatzentwicklung von 2005 bis 2021 |
| ------------------------------------------------------------------------------ | ----------------------------------- | ----------------------------------- | ----------------------------------- | ----------------------------------- |
| Jahr                                                                           |                                     |                                     |                                     | Mio Euro                            |
| 2005                                                                           | 2005                                |                                     | 33                                  | 33                                  |
| 2006                                                                           | 2006                                |                                     | 37                                  | 37                                  |
| 2007                                                                           | 2007                                |                                     | 31                                  | 31                                  |
| 2008                                                                           | 2008                                |                                     | 41                                  | 41                                  |
| 2009                                                                           | 2009                                |                                     | 49                                  | 49                                  |
| 2010                                                                           | 2010                                |                                     | 64                                  | 64                                  |
| 2011                                                                           | 2011                                |                                     | 98                                  | 98                                  |
| 2012                                                                           | 2012                                |                                     | 127                                 | 127                                 |
| 2013                                                                           | 2013                                |                                     | 159                                 | 159                                 |
| 2014                                                                           | 2014                                |                                     | 162                                 | 162                                 |
| 2015                                                                           | 2015                                |                                     | 214                                 | 214                                 |
| 2016                                                                           | 2016                                |                                     | 309                                 | 309                                 |
| 2017                                                                           | 2017                                |                                     | 316                                 | 316                                 |
| 2018                                                                           | 2018                                |                                     | 335                                 | 335                                 |
| 2019                                                                           | 2019                                |                                     | 402                                 | 402                                 |
| 2020                                                                           | 2020                                |                                     | 429                                 | 429                                 |
| 2021                                                                           | 2021                                |                                     | 558                                 | 558                                 |
| Datenquelle: Konzernabschlüsse der jeweiligen Geschäftsjahre im Bundesanzeiger |                                     |                                     |                                     |                                     |

| Jahr | Kunden (gesamt) |
| ---- | --------------- |
| 2012 | 90.000          |
| 2013 | 130.000         |
| 2014 | 140.000         |
| 2015 | 195.000         |
| 2016 | 250.000         |
| 2018 | 270.000         |
| 2019 | 300.000         |
| 2020 | 350.000         |
| 2021 | 500.000         |